# Edith Hannam
Edith Margaret Boucher Hannam (Bristol, 28 novembre 1878 – Kensington, 16 gennaio 1951) è stata una tennista britannica.
Tennista già piuttosto affermata nei primi anni del secolo, ottenne alcuni importanti risultati nei grandi tornei tennistici, tra cui la vittoria sia nel singolare che nel doppio misto nel Cincinnati Masters del 1909, torneo in cui raggiunse anche la finale del doppio.
Edith Hannam raggiunse però il massimo dei propri risultati sportivi alle Olimpiadi di Stoccolma del 1912, vincendo la medaglia d'oro sia nel singolare, battendo in finale la danese Sofie Castenschiold con il punteggio di 6-4, 6-3, che nel doppio misto in coppia con Charles Dixon, battendo in finale l'altra coppia britannica formata da Helen Aitchison e Herbert Barrett con il punteggio di 4-6, 9-3, 6-2.
Successivamente all'affermazione olimpica continuò per alcuni anni la carriera ad alto livello, con alcuni discreti risultati, tra cui la finale del doppio al Torneo di Wimbledon del 1914, in cui, in coppia con Ethel Thomson Larcombe, venne sconfitta dalla britannica Agnes Morton e la statunitense Elizabeth Ryan.